# Kumarin
Kumarín (2H-kromen-2-on) je biciklična prijetno dišeča organska spojina, ki spada med benzopirone. Je v obliki brezbarvnih kristalov. V naravi se nahaja v številnih rastlinah.
Uporablja se kot dodatek dišavam in mehčalom za perilo, nekoč pa so ga dodajali tudi kot aditiv tobaku in nekaterim alkoholnim pijačam, a je kot aditiv prehrani sedaj na splošno prepovedan, zaradi izkazovanja toksičnosti za jetra v živalskih modelih.
Njegov derivat 4-hidroksikumarin je osnova za sintezo peroralnih antikoagulansov iz skupine zaviralcev vitamina K. Slednje zato včasih imenujejo napačno kar kumarini, čeprav sam kumarin nima učinka na koagulacijo krvi.